# Flexbury
Flexbury är en ort i Storbritannien.   Den ligger i grevskapet Cornwall och riksdelen England, i den södra delen av landet, 300 km väster om huvudstaden London. Flexbury ligger 13 meter över havet och antalet invånare är 2 287.
Terrängen runt Flexbury är platt. Havet är nära Flexbury västerut. Runt Flexbury är det ganska tätbefolkat, med 70 invånare per kvadratkilometer. Närmaste större samhälle är Bude, 1,2 km söder om Flexbury. Trakten runt Flexbury består i huvudsak av gräsmarker.